# Jiří Věrčák
Jiří Věrčák (* 27. září 1947 Zlín) je český televizní a filmový režisér, pedagog a scenárista.
Vyučený v oboru elektromontér rozvodných zařízení na UŠE v Praze v roce 1964.
Maturita na Střední všeobecné vzdělávací škole v Praze 10, Přípotoční ul. v roce 1967.
Absolutorium na Filmové a televizní fakultě AMU v roce 1974.
Po ukončení FAMU pracoval jako redaktor/dramaturg a po roce 1989 jako producent a režisér v Československé televizi.
Od roku 1978 vyučoval externě na pražské FAMU, od roku 1989 do roku 2004 jako pedagog na katedře dokumentární tvorby.

## Tvorba, výběr

### Hraný film
- 1989 Přízraky (TV film)
- 1991 Cesta do Úbic (TV film) – na motivy stejnojmenné absurdní hry Ivana Vyskočila)
- 1991 Mistr a Markétka (TV film)
- 1991 Elektro, má lásko (TV film)
- 1992 Panelák (TV film)
- 1994 Saturnin – scénář Magdalena Wagnerová a Jiří Verčák podle stejnojmenného humoristického románu Zdeňka Jirotky
- 1996 Ceremoniář

### Dokumentární film
- 1982 Miloš Nedbal
- 1982 Orbis Pictus (TV film)
- 1983 Umění Peru (TV film)
- 1984 Tajemství podzemní továrny Richard (TV seriál)
- 1987 Memento
- 1992 Josef Tiché ořezávátko a Otec Brown (TV film)
- 2005 IBBUR aneb Pražské mystérium (TV film)
- 2006 ČT Live – Michal Prokop & hosté (koncert)
- 2013 Krásný ztráty: Finále (koncert)

### Televizní záznam divadelního představení
- 1985 Blázinec v prvním poschodí (po 10 letech)
- 1988 Haprdáns
- 1988 Sebevrah
- 1989 Přízraky
- 1991 Mozart v Praze
- 1991 Podivné odpoledne dr. Zvonka Burkeho
- 1994 Procitnutí jara

### TV seriál
- 1994 Saturnin (epizody 2, 3, 4 aj.)
- 2008 Ordinace v růžové zahradě (epizody „Pardon, že máme city“, „Útěk do Mexika“, „Květinová překvapení“ aj.)
- 2011 Soukromé pasti (epizoda „Nezabiješ“)

### TV pořady
- 1991 Vánoce v Ypsilonce
- 1993 GEN – Galerie elity národa
- 1995 GENUS
- 1998 Jak se žije
- 1999 Věšák
- 2004 Dementi
- 1999 - 2022 Literární revue Třistatřicettři (zatím 242 odvysílaných dílů)